# Pieter Tsjoen
Pieter Tsjoen (ur. 1 lutego 1974) – belgijski kierowca rajdowy. Trzykrotnie w swojej karierze był mistrzem Belgii. Ma za sobą starty w Mistrzostwach Świata.
W 1999 roku Tsjoen zadebiutował w Rajdowych Mistrzostwach Świata. Pilotowany przez Stevena Vergalle'a i jadący Mitsubishi Lancerem Evo 4 zajął wówczas 29. miejsce w Monte Carlo. W 2000 roku wystartował Mitsubishi Lancerem Evo 6 we 2 rajdach MŚ, a w 2002 roku zaliczył 5 startów w MŚ Mitsubishi Lancerem Evo 7. Z kolei w latach 2003 i 2004 wystąpił w Rajdzie Niemiec Toyotą Corollą WRC. W 2006 roku w Rajdzie Monte Carlo wystartował Fordem Focusem WRC w fabrycznym zespole Stobart M-Sport Ford Rally Team. Zajął wówczas 14. miejsce, najwyższe w swojej karierze Mistrzostwach Świata.
Swój debiut rajdowy Tsjoen zaliczył w 1996 roku. Swoje sukcesy osiągał w mistrzostwach Belgii. W 2001 roku został po raz pierwszy rajdowym mistrzem kraju startując Toyotą Corollą WRC. Kolejne dwa tytuły mistrzowskie zdobył w latach 2003 i 2004 i także startował Toyotą Corollą. W swojej karierze wygrywał także rajdy Mistrzostw Europy, takie jak: Rajd Ardenów, Rajd Ypres czy Rajd Spa.

## Występy w mistrzostwach świata
| Sezon | Zespół                                        | Samochód                | 1      | 2       | 3      | 4             | 5         | 6         | 7         | 8             | 9             | 10        | 11      | 12              | 13        | 14              | 15            | 16              | Punkty | Miejsce |
| ----- | --------------------------------------------- | ----------------------- | ------ | ------- | ------ | ------------- | --------- | --------- | --------- | ------------- | ------------- | --------- | ------- | --------------- | --------- | --------------- | ------------- | --------------- | ------ | ------- |
| 1999  | Pieter Tsjoen                                 | Mitsubishi Lancer Evo 4 | 29     | Szwecja | Kenia  | Portugalia    | Hiszpania | Francja   | Argentyna | Grecja        | Nowa Zelandia | Finlandia |         | Włochy          | Australia | NU              |               |                 | 0      | -       |
| 2000  | Team Gamma                                    | Mitsubishi Lancer Evo 6 | 24     | Szwecja | Kenia  | Portugalia    | Hiszpania | Argentyna | Grecja    | Nowa Zelandia | Finlandia     | Cypr      | Francja | Włochy          | Australia | NU              |               |                 | 0      | -       |
| 2002  | Pieter Tsjoen                                 | Mitsubishi Lancer Evo 7 | Monako | Szwecja | NU     | 27            | Cypr      | Argentyna | Grecja    | Kenia         | Finlandia     | NU        | Włochy  | 30              | NU        | Wielka Brytania |               |                 | 0      | -       |
| 2003  | Ecurie Duindistel                             | Toyota Corolla WRC      | Monako | Szwecja | Turcja | Nowa Zelandia | Argentyna | Grecja    | Cypr      | 16            | Finlandia     | Australia | Włochy  | Francja         | Hiszpania | Wielka Brytania |               |                 | 0      | -       |
| 2004  | Ecurie Duindistel                             | Toyota Corolla WRC      | Monako | Szwecja | Meksyk | Nowa Zelandia | Cypr      | Grecja    | Turcja    | Argentyna     | Finlandia     | NU        | Japonia | Wielka Brytania | Włochy    | Francja         | Hiszpania     | Australia       | 0      | -       |
| 2006  | Stobart M-Sport Ford Rally Team Pieter Tsjoen | Ford Focus WRC          | 14     | Szwecja | Meksyk | Hiszpania     | Francja   | Argentyna | Włochy    | Grecja        | NU            | Finlandia | Japonia | Cypr            | Turcja    | Australia       | Nowa Zelandia | Wielka Brytania | 0      | -       |